# Östra Färs landskommun
Östra Färs landskommun var en tidigare kommun i dåvarande Malmöhus län. 

## Administrativ historik
Kommunen bildades som storkommun vid kommunreformen 1952 genom sammanläggning av de tidigare landskommunerna Lövestad, Röddinge, Tolånga och Vanstad. Kommunen fick sitt namn efter läget i östra delen av  Färs härad. Lövestads municipalsamhälle, som 1936 hade inrättats i Lövestads landskommun, upplöstes i och med utgången av år 1960.
År 1974 gick Östra Färs kommun upp i Sjöbo kommun.
Kommunkoden var 1247.

### Kyrklig tillhörighet
I kyrkligt hänseende tillhörde kommunen församlingarna Lövestad, Röddinge, Tolånga och Vanstad. Sedan 2010 omfattar Lövestads församling samma område som Östra Färs landskommun.

## Geografi
Östra Färs landskommun omfattade den 1 januari 1952 en areal av 145,77 km², varav 144,76 km² land.

### Tätorter i kommunen 1960
| Tätort   | Folkmängd |
| -------- | --------- |
| Lövestad | 506       |
| Äsperöd  | 288       |

Tätortsgraden i kommunen var den 1 november 1960 17,6 procent.

## Politik

### Mandatfördelning i valen 1950-1970
| 11 | 16 | 10 | 3 |

| 37 |

| 10 | 2 | 14 | 9 | 5 |

| 34 | 6 |

| 6 | 16 | 6 | 7 |

| 30 | 5 |

| 8 | 16 | 6 | 5 |

| 29 | 6 |

| 7 | 17 | 6 | 5 |

| 29 | 6 |

| 8 | 18 | 5 | 4 |

| 28 | 7 |